# Монастирищенська міська територіальна громада
Монастирищенська міська громада — територіальна громада в Україні, в Уманському районі Черкаської області. Адміністративний центр — місто Монастирище.
Площа громади — 723,8 км², населення — 34 817 мешканців (2020), 32 996 мешканців (2025).
Утворена згідно з розпорядженням Кабінету Міністрів України від 12.06.2020 № 728-р шляхом об'єднання Монастирищенської міської ради, Цибулівської селищної ради та усіх сільських рад колишнього Монастирищенського району: Аврамівська, Бачкуринська, Владиславчицька, Дібрівська, Долинківська, Жовтнева, Зарубинецька, Зюбриська, Івахнянська, Княже-Криницька, Княжиківська, Копіюватська, Коритнянська, Леськівська, Лукашівська, Панськомостова, Петрівська, Половинчицька, Попуднянська, Сарнівська, Сатанівська, Степівська, Тарнавська, Теолинська, Терлицька, Халаїдівська, Шабастівська, Шарнопільська.

## Склад
До складу громади входять:
| Населений пункт               | Населення, осіб (1989) | Населення, осіб (2001) |
| ----------------------------- | ---------------------- | ---------------------- |
| Аврамівка, село               | -                      | 1923                   |
| Антоніна, село                | 283                    | 246                    |
| Бачкурине, село               | 1036                   | 1016                   |
| Бубельня, село                | 341                    | 371                    |
| Вільна, селище                | 189                    | 172                    |
| Владиславчик, село            | 513                    | 445                    |
| Володимирівка, селище         | 90                     | 69                     |
| Дібрівка, село                | 205                    | 240                    |
| Долинка, село                 | 686                    | 680                    |
| Забіляни, селище              | 60                     | 61                     |
| Зарубинці, село               | 576                    | 563                    |
| Зюбриха, село                 | 464                    | 421                    |
| Івахни, село                  | 1540                   | 1349                   |
| Княжа Криниця, село           | 1142                   | 1054                   |
| Княжики, село                 | 763                    | 660                    |
| Копіювата, село               | 904                    | 727                    |
| Коритня, село                 | 1199                   | 1115                   |
| Кудинів Ліс, селище           | 61                     | 46                     |
| Леськове, село                | 905                    | 779                    |
| Летичівка, село               | -                      | 1686                   |
| Лукашівка, село               | 917                    | 812                    |
| Матвіїха, село                | 497                    | 476                    |
| Монастирище, місто            | 16196                  | 9366                   |
| Нове Місто, село              | -                      | 3639                   |
| Новосілка, село               | 231                    | 175                    |
| Панський Міст, село           | 400                    | 356                    |
| Покровка, селище              | 97                     | 66                     |
| Половинчик, село              | 531                    | 526                    |
| Попудня, село                 | 902                    | 861                    |
| Сарни, село                   | 799                    | 658                    |
| Сатанівка, село               | 1149                   | 1155                   |
| Степівка, село                | 457                    | 404                    |
| Тарасівка, село               | 140                    | 117                    |
| Тарнава, село                 | 451                    | 370                    |
| Теолин, село                  | 608                    | 613                    |
| Терлиця, село                 | 577                    | 518                    |
| Халаїдове, село               | 953                    | 888                    |
| Хейлове, село                 | 532                    | 426                    |
| Цибулів, селище міського типу | 3984                   | 3905                   |
| Шабастівка, село              | 835                    | 819                    |
| Шарнопіль, село               | 789                    | 728                    |